# Шевелёва, Галина Константиновна
Гали́на Константи́новна Ше́велева (Шевелёва) (26 декабря 1952, Харьков — 26 июня 1991, Москва) — советская певица, солистка ВИА «Здравствуй, песня!».

## Биография
Отец Шевелёвой скончался рано, поэтому её воспитанием занимался отчим. После окончания школы Шевелёва стала студенткой экономического факультета Харьковского института общественного питания. Устроилась вокалисткой в харьковский ресторан «Кристалл». Весной 1978 года приехала в Кривой Рог, где с гастролями находится украинский ВИА «Музыки». В ансамбле работали харьковские музыканты, с которыми Шевелёва была хорошо знакома. Она прошла прослушивание, чтобы стать солисткой коллектива. На прослушивании познакомилась с руководителем нового ВИА «Здравствуй, песня!» Аркадием Хаславским, который пригласил Шевелёву на работу в Москву.
Принимала участие в записи первого диска-гиганта ВИА «Здравствуй, песня!» в качестве бэк-вокалистки. Первой и самой известной сольной песней Шевелёвой в составе ансамбля стала композиция Александра Морозова на стихи Леонида Дербенёва «Старый костёр».
После переезда в Москву Шевелёва снимала квартиру вместе с другой солисткой ансамбля — Людмилой Семикиной, приехавшей из Донецка. Через некоторое время Шевелёва переехала жить к Хаславскому.
Как и большинство ансамблей 1970—1980-х годов, коллектив ВИА «Здравствуй, песня!» насчитывал значительное количество участников. В связи с этим Хаславскому было сложно выделять Шевелёву как вокалистку на фоне остальных, поскольку неизбежно повлекло бы за собой творческую ревность со стороны других участников. Только к 1981 году, когда Шевелёва стала единственной солисткой ВИА «Здравствуй, песня!», у неё появилось больше сольных песен.
Голос Шевелёвой отличался необычайным лиризмом в органичном сочетании с музыкальными ритмами. В составе ансамбля, помимо исполнения песен советских авторов, она солировала в перепевках западных хитов — «Venus», «You Set My Heart On Fire», «Woman in Love», «I will survive», «One way ticket».
Первые годы в Москве Шевёлева жила в незарегистрированном браке с Хаславским, в 1982 году они узаконили свои отношения.
В 1983 году Аркадий Хаславский попал в тюрьму, и музыкальным руководителем ВИА «Здравствуй, песня!» стал музыкант и композитор Игорь Матвиенко. При нём ансамбль резко сменил музыкальное направление: на смену песням в стиле «диско» пришла рок-музыка. По этой причине Шевёлева в 1984 году покинула ансамбль, хотя и продолжала сотрудничать с ним как сольная певица в концертных программах, некоторое время исполняя свой репертуар. В 1985 году Шевелева перешла на работу в Калужскую филармонию, в группу Владимира Сутормина с которым ранее работала в ВИА «Здравствуй, песня!».
В 1985 году Шевелёва приехала в Тихорецк, где в тюрьме находился её муж. Там же в это время проходили гастроли ВИА «Здравствуй, песня!». За время своего свидания по инициативе звукооператора Станислава Сафонова Шевелёва и Хаславский записали совместный магнитоальбом, который позже вошёл в дискографию нового коллектива «ВОКС».
В 1986 году Хаславский был досрочно освобождён и начал совместную работу с Иосифом Кобзоном. В 1987 году через Росконцерт он забрал название «Здравствуй, песня!» у краснодарской филармонии, к которой коллектив был приписан, и зарегистрировал ВОКС «Здравствуй, песня» в областной филармонии города Томска.
Вплоть до 1989 года Шевелёва исполняла большую часть песен, входящих в репертуар коллектива. С группой «ВОКС» выпустила два диска-гиганта — «Белый налив» (1988) и «C’est la vie» (1989). Также были записаны три магнитоальбома (1985, 1988, 1990). Наиболее популярными песнями Шевелёвой этого периода стали композиции «Две реки», «Белый налив», «Вот и лето пришло», «Хризантемы». С песней «Арифметика любви» она участвовала в большой концертной программе.
К началу 1990-х годов эпоха ВИА в СССР закончилась; Хаславский распустил группу «ВОКС», Шевелёва начала сольную карьеру. Работала в концертных программах Филиппа Киркорова, Марка Рудинштейна, сотрудничала с Юрием Любаном (Москонцерт), участвовала в концертах от Подольского парка с Владимиром Попковым, стала солисткой музыкального центра Вячеслава Добрынина.
По просьбе Хаславского специально для Шевелёвой композитор Борис Емельянов написал песню «Рябиновые бусы» на стихи поэтессы Натальи Шемятенковой. В 1990 года году этот шлягер вошёл в авторский диск-гигант Емельянова «Зал ожидания», а позже был переиздан на CD. Шевелёва стала участницей отборочного тура телефестиваля «Песня-1989» с песней Хаславского «Хризантемы».
В 1991 году Шевелёва приехала на гастроли в Кривой Рог, где познакомилась с Артёмом Задорожных. 26 июня 1991 года тело певицы было обнаружено в собственной квартире. По данным следствия, Шевелёва скончалась от нескольких ударов тяжёлым металлическим предметом по голове. Накануне вечером Задорожных, оказавшись в Москве, пришёл к Шевелёвой и попросил разрешения остаться переночевать, так как, по его словам, с вечера не смог улететь в родной город. Утром Шевёлева увидела, как Задорожных выносит из квартиры дорогостоящую аппаратуру. Она попыталась его остановить, подбежала к телефону, чтобы вызвать милицию, в ответ на это Задорожных убил её. Осенью 1991 года московский городской суд приговорил Задорожных к 12 годам лишения свободы.
Шевелёва была похоронена в Харькове на девятом городском кладбище по улице Клочковской. Организацией похорон занимался Марк Рудинштейн, поскольку Хаславский находился в это время на лечении в Израиле, куда впоследствии переехал на постоянное место жительства.

## Дискография
«Здравствуй, песня»
- 1982 — Просили Вы (33ИД 44529, 4")
- 1982 — Слушай, теща (Мелодия — С62-18119-20, 7")
- 1982 — Марафон (Мелодия — С60—18435-6, 12")

Сольно
- 1989 — C’est la vie (Галина Шевелёва и Группа Аркадия Хаславского, Мелодия — С60 28125 003, 12")
- 1990 — Белый налив (Мелодия — С60 29665 007, 12")

## Репертуар в составе ВИА «Здравствуй, песня!»

### Соло
- Берег детства (П. Аедоницкий — И. Романовский)
- Вокруг любви (А. Хаславский — И. Кохановский)
- Давай уедем к морю (В. Добрынин — И. Кохановский)
- Две берёзы (А. Хаславский — Б. Дубровин)
- Деньги-дребеденьги (А. Хаславский — Н. Олев)
- Звонок-звонок (И. Матвиенко — авт. неизвестен)
- Капризная кукла (И. Матвиенко — авт. неизвестен)
- Московские окна (Т. Хренников — М. Матусовский)
- Не оставляй меня одну (Р. Майоров — М. Рябинин)
- Огонь (А. Бедду, Л. Вандербильд)
- Песня про Дон Жуана (И. Матвиенко — авт. неизвестен)
- Просили Вы (О. Фельцман — В. Харитонов)
- Просто я такая женщина (Б. Гибб, Р. Гибб, русский текст В. Попкова)
- Простой сюжет (А. Мажуков — М. Танич)
- Разве мы могли подумать (В.р Добрынин — М. Пляцковский)
- Синяя даль (А. Хаславский — И. Кохановский)
- Старый костёр (А. Морозов — Л. Дербенёв)
- Ты снова мне скажи (А. Хаславский — И. Кохановский)
- Я выжила (Д. Фекарис — Ф. Перрен, русский текст И. Кохановского)

### Дуэты
- Венера (Ван Ливен — М. Вереш) — Галина Шевелёва и Людмила Семикина
- Ледоход (З. Бинкин — О. Левицкий) — Галина Шевелёва и Владимир Сутормин
- Никуда не уехали ты да я (И. Матвиенко — М. Цветаева) — Галина Шевелёва и Сергей Мазаев
- Обрати внимание (А. Хаславский — А. Жигарев) — Галина Шевелёва и А. Хаславский
- Птица счастья (А. Пахмутова — Н. Добронравов) — Галина Шевелёва и Виктор Бут
- Синяя песня (Н. Седака, русский текст А. Азизова) — Галина Шевелёва и Людмила Семикина
- Старый клён (А. Пахмутова — Н. Добронравов) — Галина Шевелёва и Владимир Сутормин
- Так уж бывает (Я. Френкель — М. Танич, И. Шаферан) — Галина Шевелёва и Владимир Сутормин
- Узелок (М. Болотин — В. Харитонов) — Галина Шевелёва и Людмила Семикина

### Бэк-вокал
- Где же ты была (В. Добрынин — Л. Дербенёв) — солист Михаил Король
- За дальней чертой (Р. Майоров — Я. Гальперин) — солист Анатолий Ленский
- Лепестки в снегу (А. Хаславский — Б. Дубровин) — весь ВИА «Здравствуй, песня» (1981)
- Не обещай (Б. Рычков — И. Шаферан) — весь ВИА «Здравствуй, песня» (1979)
- Привычное чудо (И. Словесник — Г. Борисов) — солист Леонид Грабер
- Пусть завтра (А. Москвин — Я. Гальперин) — солист Михаил Король
- Рябиновые ночи (Р. Майоров — А. Вратарев) — солист Олег Башкин
- Странный сон (Р. Майоров — М. Рябинин, И. Шаферан) — солисты Олег Башкин и Людмила Семикина
- Только любовь (А. Хаславский — И. Шаферан) — весь ВИА «Здравствуй, песня» (1979)
- Ты помнишь (З. Бинкин — М. Пляцковский) — солист Виктор Бут
- Чем не жених (Я. Френкель — И. Шаферан) — солист Виктор Бут

## Репертуар в составе «ВОКС»

### Соло
- Арифметика любви (В. Шаинский — В. Попков)
- Бабушка (А. Хаславский — Б. Дубровин)
- Балтика (А. Хаславский — А. Гольцева)
- Белый налив (А. Хаславский — Б. Дубровин)
- Бывало (А. Хаславский — неизв.)
- Вот и лето пришло (А. Хаславский — Б. Дубровин)
- Всё это будет (А. Хаславский — И. Кохановский)
- Всё проходит (А. Хаславский — Б. Дубровин)
- Две берёзы (А. Хаславский — Б. Дубровин)
- Две реки (А. Хаславский — В. Скалов)
- Дымок сигаеты (А. Хаславский — Б. Дубровин)
- Если бы знать (А. Хаславский — Л. Гринёва)
- Ипподром (А. Хаславский — М. Рябинин)
- Квазимодо (А. Хаславский — О. Хорш)
- Ква-ква (Песенка для лягушонка) (Р. Майоров — М. Рябинин)
- Колокольчик (А. Барыкин — Т. Артемьева)
- Любимый сад (А. Хаславский — Б. Дубровин)
- Мне больше ничего не надо (А. Хаславский — Л. Гринёва)
- Может чудится это (А. Хаславский — Б. Дубровин)
- Море (А. Хаславский — неизв.)
- Над синей рекой (А. Хасловский — Б. Дубровин)
- Не беда (А. Хаславский — неизв.)
- Не было (А. Хаславский — Л. Гринева)
- Не забуду (А. Хаславский — Б. Дубровин)
- Не объясняй (А. Хаславский — М. Рябинин)
- Не сжигай мосты (А. Хаславский — Л. Гринева)
- Не уходи (А. Хаславский — А. Гольцева)
- Оглянись хоть раз (А. Хаславский — Л. Гринёва)
- Песенка для лягушонка (Ква-ква) (А. Хаславский — Б. Дубровин)
- Позови меня (А. Хаславский — И. Сельвинский)
- Приглашу тебя в гости (А. Хаславский — В. Гин)
- Сколько можно (А. Хаславский — Л. Гринёва)
- Солнечный зайчик (А. Хаславский — Р. Ивнев)
- Трава-мурава (А. Хаславский — Б. Дубровин)
- Ты бросил якорь (А. Хаславский — Я. Гальперин)
- Хризантемы (А. Хаславский — С. Ганшина)
- Человеку надо мало (А. Хаславский — неизв.)
- Ямаха (А. Хаславский — В. Дубровин)

### Бэк-вокал
- Ах, гулял (А. Хаславский — Я. Гальперин) — солист А. Хаславский
- Ах, Одесса (А. Хаславский — Н. Борисова) — солист А. Хаславский
- Белая калина (А. Хаславский — неизв.) — солист А. Хаславский
- Вот и всё (А. Хаславский — Б. Дубровин) — солист А. Хаславский
- Да-да, отныне будет так (А. Хаславский — Л. Гринёва) — солист А. Хаславский
- Здравствуй, это я (А. Хаславский — И. Кохановский) — солист А. Хаславский
- Моя любимая (А. Хаславский — Р. Ивнев) — солист А. Хаславский
- Попугай (А. Хаславский — Б. Дубровин) — солист А. Хаславский
- Ха-ха-ха (А. Хаславский — неизв.) — солист А. Хаславский
- Южный рынок (А. Хаславский — Р. Ивнев) — солист А. Хаславский

## Сольные песни[3]
- Прошло (А. Смирнов — Я. Гальперин), 1990
- Рябиновые бусы (Б. Емельянов — Н. Шемятенкова), 1990
- Рябиновые бусы (Б. Емельянов — Н. Шемятенкова), 1991
- Зачем же люди расстаются (Б. Емельянов — М. Рябинин), 1990 (бэк-вокал)
- Как далеко (Я. Бураковский — Б. Дубровин), 1991
- Все мужики коты (А. Хаславский — Б. Шифрин)
- Бывало (А. Хаславский — Б. Дубровин)
- Простой сюжет (А. Мажуков — М. Танич), 1979